# Goodenia racemosa
Goodenia racemosa är en tvåhjärtbladig växtart som beskrevs av Ferdinand von Mueller. Goodenia racemosa ingår i släktet Goodenia och familjen Goodeniaceae. Utöver nominatformen finns också underarten G. r. latifolia.